# 1. ŽNL Osječko-baranjska 2015./16.
Prvenstvo je osvojio NK Slavonac Tenja te nakon kvalifikacija izborio promociju u Međužupanijsku nogometnu ligu Slavonije i Baranje. Iz lige su u 2. ŽNL ispali NK Mladost Čeminac i NK Olimpija Osijek.

## Tablica
| Mj. | Klub                         | Sus. | Pobj. | Ner. | Por. | GR.    | Bod.       |
| --- | ---------------------------- | ---- | ----- | ---- | ---- | ------ | ---------- |
| 1.  | NK Slavonac Tenja            | 30   | 19    | 5    | 6    | 72:39  | 62         |
| 2.  | NK FEŠK Feričanci            | 30   | 18    | 7    | 5    | 77:30  | 61         |
| 3.  | NK Tomislav Livana           | 30   | 19    | 3    | 8    | 81:38  | 60         |
| 4.  | NK Borac Kneževi Vinogradi   | 30   | 19    | 2    | 9    | 90:37  | 59         |
| 5.  | NK Jedinstvo Donji Miholjac  | 30   | 17    | 4    | 9    | 62:38  | 55         |
| 6.  | NK Valpovka Valpovo          | 30   | 14    | 6    | 10   | 53:39  | 48         |
| 7.  | HNK Radnički Mece            | 30   | 13    | 6    | 11   | 57:42  | 45         |
| 8.  | NK Elektra Hypo Limač Osijek | 30   | 12    | 4    | 14   | 43:40  | 40         |
| 9.  | HNK Bilje                    | 30   | 12    | 4    | 14   | 39:57  | 40         |
| 10. | NK Mladost Đakovačka Satnica | 30   | 10    | 9    | 11   | 42:54  | 39         |
| 11. | NK Đurđenovac                | 30   | 10    | 7    | 13   | 50:71  | 37         |
| 12. | NK Torpedo Kuševac           | 30   | 10    | 6    | 14   | 57:61  | 36         |
| 13. | NK Mursa-Zanatlija Osijek    | 30   | 10    | 5    | 15   | 52:59  | 35         |
| 14. | NK Slavonac Ladimirevci      | 30   | 10    | 5    | 15   | 44:67  | 34 (-1) ↓1 |
| 15. | NK Mladost Čeminac           | 30   | 5     | 2    | 23   | 53:130 | 17         |
| 16. | NK Olimpija Osijek           | 30   | 3     | 3    | 24   | 23:93  | 12         |

## Rezultati
| NK Jedinstvo Donji Miholjac - HNK Radnički Mece 2:0 NK Mladost Đakovačka Satnica - NK Borac Kneževi Vinogradi 2:3 NK Mladost Čeminac - NK Đurđenovac 4:4 NK Olimpija Osijek - NK Slavonac Ladimirevci 0:1 NK Elektra Hypo Limač Osijek - NK Mursa-Zanatlija Osijek 3:0 NK FEŠK Feričanci - NK Tomislav Livana 4:1 NK Slavonac Tenja - HNK Bilje 2:0 NK Torpedo Kuševac - NK Valpovka Valpovo 2:1 | NK Torpedo Kuševac - NK Slavonac Tenja 1:5 HNK Bilje - NK FEŠK Feričanci 2:1 NK Tomislav Livana - NK Elektra Hypo Limač Osijek 0:5 NK Mursa-Zanatlija Osijek - NK Olimpija Osijek 4:1 NK Slavonac Ladimirevci - NK Mladost Čeminac 1:2 NK Đurđenovac - NK Mladost Đakovačka Satnica 0:3 NK Borac Kneževi Vinogradi - NK Jedinstvo Donji Miholjac 1:4 NK Valpovka Valpovo - HNK Radnički Mece 2:2 | NK FEŠK Feričanci - NK Torpedo Kuševac 1:1 NK Elektra Hypo Limač Osijek - HNK Bilje 0:1 NK Olimpija Osijek - NK Tomislav Livana 0:0 NK Mladost Čeminac - NK Mursa-Zanatlija Osijek 2:2 NK Mladost Đakovačka Satnica - NK Slavonac Ladimirevci 0:0 NK Jedinstvo Donji Miholjac - NK Đurđenovac 6:0 HNK Radnički Mece - NK Borac Kneževi Vinogradi 1:0 NK Slavonac Tenja - NK Valpovka Valpovo 2:1 |
| NK Torpedo Kuševac - NK Elektra Hypo Limač Osijek 0:0 NK Slavonac Tenja - NK FEŠK Feričanci 2:1 HNK Bilje - NK Olimpija Osijek 2:1 NK Tomislav Livana - NK Mladost Čeminac 6:4 NK Mursa-Zanatlija Osijek - NK Mladost Đakovačka Satnica 1:2 NK Slavonac Ladimirevci - NK Jedinstvo Donji Miholjac 2:2 NK Đurđenovac - HNK Radnički Mece 3:1 NK Valpovka Valpovo - NK Borac Kneževi Vinogradi 0:1 | NK Olimpija Osijek - NK Torpedo Kuševac 1:2 NK Elektra Hypo Limač Osijek - NK Slavonac Tenja 0:2 NK Mladost Čeminac - HNK Bilje 2:4 NK Mladost Đakovačka Satnica - NK Tomislav Livana 0:2 NK Jedinstvo Donji Miholjac - NK Mursa-Zanatlija Osijek 2:0 HNK Radnički Mece - NK Slavonac Ladimirevci 6:0 NK Borac Kneževi Vinogradi - NK Đurđenovac 2:0 NK FEŠK Feričanci - NK Valpovka Valpovo 3:1 | NK Torpedo Kuševac - NK Mladost Čeminac 2:3 NK Slavonac Tenja - NK Olimpija Osijek 3:1 NK FEŠK Feričanci - NK Elektra Hypo Limač Osijek 4:0 HNK Bilje - NK Mladost Đakovačka Satnica 2:1 NK Tomislav Livana - NK Jedinstvo Donji Miholjac 2:2 NK Mursa-Zanatlija Osijek - HNK Radnički Mece 4:1 NK Slavonac Ladimirevci - NK Borac Kneževi Vinogradi 1:1 NK Valpovka Valpovo - NK Đurđenovac 3:2 |
| NK Mladost Đakovačka Satnica - NK Torpedo Kuševac 2:1 NK Mladost Čeminac - NK Slavonac Tenja 2:3 NK Olimpija Osijek - NK FEŠK Feričanci 1:3 NK Jedinstvo Donji Miholjac - HNK Bilje 3:0 HNK Radnički Mece - NK Tomislav Livana 0:0 NK Borac Kneževi Vinogradi - NK Mursa-Zanatlija Osijek 2:1 NK Đurđenovac - NK Slavonac Ladimirevci 4:0 NK Elektra Hypo Limač Osijek - NK Valpovka Valpovo 1:0 | NK Torpedo Kuševac - NK Jedinstvo Donji Miholjac 0:2 NK Slavonac Tenja - NK Mladost Đakovačka Satnica 2:2 NK FEŠK Feričanci - NK Mladost Čeminac 6:1 NK Elektra Hypo Limač Osijek - NK Olimpija Osijek 6:0 HNK Bilje - HNK Radnički Mece 1:0 NK Tomislav Livana - NK Borac Kneževi Vinogradi 0:3 NK Mursa-Zanatlija Osijek - NK Đurđenovac 1:1 NK Valpovka Valpovo - NK Slavonac Ladimirevci 3:0 | HNK Radnički Mece - NK Torpedo Kuševac 6:1 NK Jedinstvo Donji Miholjac - NK Slavonac Tenja 1:0 NK Mladost Đakovačka Satnica - NK FEŠK Feričanci 1:1 NK Mladost Čeminac - NK Elektra Hypo Limač Osijek 4:3 NK Borac Kneževi Vinogradi - HNK Bilje 6:2 NK Đurđenovac - NK Tomislav Livana 0:5 NK Slavonac Ladimirevci - NK Mursa-Zanatlija Osijek 0:2 NK Olimpija Osijek - NK Valpovka Valpovo 0:2 |
| NK Torpedo Kuševac - NK Borac Kneževi Vinogradi 1:0 NK Slavonac Tenja - HNK Radnički Mece 1:1 NK FEŠK Feričanci - NK Jedinstvo Donji Miholjac 2:1 NK Elektra Hypo Limač Osijek - NK Mladost Đakovačka Satnica 0:1 NK Olimpija Osijek - NK Mladost Čeminac 1:5 HNK Bilje - NK Đurđenovac 0:2 NK Tomislav Livana - NK Slavonac Ladimirevci 3:0 NK Valpovka Valpovo - NK Mursa-Zanatlija Osijek 2:2 | NK Đurđenovac - NK Torpedo Kuševac 1:1 NK Borac Kneževi Vinogradi - NK Slavonac Tenja 1:2 HNK Radnički Mece - NK FEŠK Feričanci 0:3 NK Jedinstvo Donji Miholjac - NK Elektra Hypo Limač Osijek 2:0 NK Mladost Đakovačka Satnica - NK Olimpija Osijek 5:0 NK Slavonac Ladimirevci - HNK Bilje 1:1 NK Mursa-Zanatlija Osijek - NK Tomislav Livana 1:2 NK Mladost Čeminac - NK Valpovka Valpovo 1:2 | NK Torpedo Kuševac - NK Slavonac Ladimirevci 6:1 NK Slavonac Tenja - NK Đurđenovac 3:1 NK FEŠK Feričanci - NK Borac Kneževi Vinogradi 2:0 NK Elektra Hypo Limač Osijek - HNK Radnički Mece 0:0 NK Olimpija Osijek - NK Jedinstvo Donji Miholjac 2:3 NK Mladost Čeminac - NK Mladost Đakovačka Satnica 3:1 HNK Bilje - NK Mursa-Zanatlija Osijek 1:5 NK Valpovka Valpovo - NK Tomislav Livana 0:3 |
| NK Mursa-Zanatlija Osijek - NK Torpedo Kuševac 3:0 NK Slavonac Ladimirevci - NK Slavonac Tenja 0:6 NK Đurđenovac - NK FEŠK Feričanci 3:2 NK Borac Kneževi Vinogradi - NK Elektra Hypo Limač Osijek 6:2 HNK Radnički Mece - NK Olimpija Osijek 3:0 NK Jedinstvo Donji Miholjac - NK Mladost Čeminac 6:1 NK Tomislav Livana - HNK Bilje 6:0 NK Mladost Đakovačka Satnica - NK Valpovka Valpovo 3:2 | NK Torpedo Kuševac - NK Tomislav Livana 0:1 NK Slavonac Tenja - NK Mursa-Zanatlija Osijek 2:0 NK FEŠK Feričanci - NK Slavonac Ladimirevci 4:0 NK Elektra Hypo Limač Osijek - NK Đurđenovac 2:4 NK Olimpija Osijek - NK Borac Kneževi Vinogradi 0:6 NK Mladost Čeminac - HNK Radnički Mece 0:2 NK Mladost Đakovačka Satnica - NK Jedinstvo Donji Miholjac 1:1 NK Valpovka Valpovo - HNK Bilje 1:0 | HNK Bilje - NK Torpedo Kuševac 2:2 NK Tomislav Livana - NK Slavonac Tenja 1:3 NK Mursa-Zanatlija Osijek - NK FEŠK Feričanci 0:3 NK Slavonac Ladimirevci - NK Elektra Hypo Limač Osijek 3:1 NK Đurđenovac - NK Olimpija Osijek 5:0 NK Borac Kneževi Vinogradi - NK Mladost Čeminac 9:1 HNK Radnički Mece - NK Mladost Đakovačka Satnica 1:1 NK Jedinstvo Donji Miholjac - NK Valpovka Valpovo 2:0 |
| HNK Radnički Mece - NK Jedinstvo Donji Miholjac 2:0 NK Borac Kneževi Vinogradi - NK Mladost Đakovačka Satnica 4:2 NK Đurđenovac - NK Mladost Čeminac 1:0 NK Slavonac Ladimirevci - NK Olimpija Osijek 5:2 NK Mursa-Zanatlija Osijek - NK Elektra Hypo Limač Osijek 1:0 NK Tomislav Livana - NK FEŠK Feričanci 1:3 HNK Bilje - NK Slavonac Tenja 0:3 NK Valpovka Valpovo - NK Torpedo Kuševac 2:0 | NK Slavonac Tenja - NK Torpedo Kuševac 2:2 NK FEŠK Feričanci - HNK Bilje 0:0 NK Elektra Hypo Limač Osijek - NK Tomislav Livana 0:2 NK Olimpija Osijek - NK Mursa-Zanatlija Osijek 0:3 NK Mladost Čeminac - NK Slavonac Ladimirevci 0:4 NK Mladost Đakovačka Satnica - NK Đurđenovac 1:1 NK Jedinstvo Donji Miholjac - NK Borac Kneževi Vinogradi 4:3 HNK Radnički Mece - NK Valpovka Valpovo 2:1 | NK Torpedo Kuševac - NK FEŠK Feričanci 2:0 HNK Bilje - NK Elektra Hypo Limač Osijek 2:0 NK Tomislav Livana - NK Olimpija Osijek 4:0 NK Mursa-Zanatlija Osijek - NK Mladost Čeminac 5:3 NK Slavonac Ladimirevci - NK Mladost Đakovačka Satnica 3:0 NK Đurđenovac - NK Jedinstvo Donji Miholjac 2:4 NK Borac Kneževi Vinogradi - HNK Radnički Mece 3:0 NK Valpovka Valpovo - NK Slavonac Tenja 1:1 |
| NK Elektra Hypo Limač Osijek - NK Torpedo Kuševac 3:2 NK FEŠK Feričanci - NK Slavonac Tenja 5:0 NK Olimpija Osijek - HNK Bilje 0:1 NK Mladost Čeminac - NK Tomislav Livana 1:7 NK Mladost Đakovačka Satnica - NK Mursa-Zanatlija Osijek 1:1 NK Jedinstvo Donji Miholjac - NK Slavonac Ladimirevci 2:0 HNK Radnički Mece - NK Đurđenovac 3:0 NK Borac Kneževi Vinogradi - NK Valpovka Valpovo 0:2 | NK Torpedo Kuševac - NK Olimpija Osijek 5:1 NK Slavonac Tenja - NK Elektra Hypo Limač Osijek 1:2 HNK Bilje - NK Mladost Čeminac 5:0 NK Tomislav Livana - NK Mladost Đakovačka Satnica 5:0 NK Mursa-Zanatlija Osijek - NK Jedinstvo Donji Miholjac 3:0 NK Slavonac Ladimirevci - HNK Radnički Mece 0:2 NK Đurđenovac - NK Borac Kneževi Vinogradi 2:1 NK Valpovka Valpovo - NK FEŠK Feričanci 2:2 | NK Mladost Čeminac - NK Torpedo Kuševac 0:5 NK Olimpija Osijek - NK Slavonac Tenja 0:2 NK Elektra Hypo Limač Osijek - NK FEŠK Feričanci 0:0 NK Mladost Đakovačka Satnica - HNK Bilje 2:1 NK Jedinstvo Donji Miholjac - NK Tomislav Livana 1:2 HNK Radnički Mece - NK Mursa-Zanatlija Osijek 2:1 NK Borac Kneževi Vinogradi - NK Slavonac Ladimirevci 4:1 NK Đurđenovac - NK Valpovka Valpovo 2:2 |
| NK Torpedo Kuševac - NK Mladost Đakovačka Satnica 0:0 NK Slavonac Tenja - NK Mladost Čeminac 5:0 NK FEŠK Feričanci - NK Olimpija Osijek 4:1 HNK Bilje - NK Jedinstvo Donji Miholjac 2:0 NK Tomislav Livana - HNK Radnički Mece 5:0 NK Mursa-Zanatlija Osijek - NK Borac Kneževi Vinogradi 0:5 NK Slavonac Ladimirevci - NK Đurđenovac 5:0 NK Valpovka Valpovo - NK Elektra Hypo Limač Osijek 1:0 | NK Jedinstvo Donji Miholjac - NK Torpedo Kuševac 2:1 NK Mladost Đakovačka Satnica - NK Slavonac Tenja 3:2 NK Mladost Čeminac - NK FEŠK Feričanci 3:7 NK Olimpija Osijek - NK Elektra Hypo Limač Osijek 0:2 HNK Radnički Mece - HNK Bilje 1:2 NK Borac Kneževi Vinogradi - NK Tomislav Livana 1:0 NK Đurđenovac - NK Mursa-Zanatlija Osijek 4:2 NK Slavonac Ladimirevci - NK Valpovka Valpovo 0:1 | NK Torpedo Kuševac - HNK Radnički Mece 0:3 NK Slavonac Tenja - NK Jedinstvo Donji Miholjac 3:0 NK FEŠK Feričanci - NK Mladost Đakovačka Satnica 4:1 NK Elektra Hypo Limač Osijek - NK Mladost Čeminac 6:1 HNK Bilje - NK Borac Kneževi Vinogradi 0:2 NK Tomislav Livana - NK Đurđenovac 4:1 NK Mursa-Zanatlija Osijek - NK Slavonac Ladimirevci 3:2 NK Valpovka Valpovo - NK Olimpija Osijek 4:2 |
| NK Borac Kneževi Vinogradi - NK Torpedo Kuševac 4:0 HNK Radnički Mece - NK Slavonac Tenja 2:0 NK Jedinstvo Donji Miholjac - NK FEŠK Feričanci 0:1 NK Mladost Đakovačka Satnica - NK Elektra Hypo Limač Osijek 0:0 NK Mladost Čeminac - NK Olimpija Osijek 1:3 NK Đurđenovac - HNK Bilje 1:1 NK Slavonac Ladimirevci - NK Tomislav Livana 2:1 NK Mursa-Zanatlija Osijek - NK Valpovka Valpovo 1:1 | NK Torpedo Kuševac - NK Đurđenovac 6:2 NK Slavonac Tenja - NK Borac Kneževi Vinogradi 3:2 NK FEŠK Feričanci - HNK Radnički Mece 2:2 NK Elektra Hypo Limač Osijek - NK Jedinstvo Donji Miholjac 1:0 NK Olimpija Osijek - NK Mladost Đakovačka Satnica 1:0 HNK Bilje - NK Slavonac Ladimirevci 1:3 NK Tomislav Livana - NK Mursa-Zanatlija Osijek 5:0 NK Valpovka Valpovo - NK Mladost Čeminac 5:1 | NK Slavonac Ladimirevci - NK Torpedo Kuševac 4:3 NK Đurđenovac - NK Slavonac Tenja 3:1 NK Borac Kneževi Vinogradi - NK FEŠK Feričanci 1:1 HNK Radnički Mece - NK Elektra Hypo Limač Osijek 0:1 NK Jedinstvo Donji Miholjac - NK Olimpija Osijek 1:1 NK Mladost Đakovačka Satnica - NK Mladost Čeminac 3:2 NK Mursa-Zanatlija Osijek - HNK Bilje 1:2 NK Tomislav Livana - NK Valpovka Valpovo 3:1 |
| NK Torpedo Kuševac - NK Mursa-Zanatlija Osijek 3:2 NK Slavonac Tenja - NK Slavonac Ladimirevci 3:3 NK FEŠK Feričanci - NK Đurđenovac 3:0 NK Elektra Hypo Limač Osijek - NK Borac Kneževi Vinogradi 1:3 NK Olimpija Osijek - HNK Radnički Mece 3:2 NK Mladost Čeminac - NK Jedinstvo Donji Miholjac 2:5 HNK Bilje - NK Tomislav Livana 1:3 NK Valpovka Valpovo - NK Mladost Đakovačka Satnica 4:0 | NK Tomislav Livana - NK Torpedo Kuševac 6:3 NK Mursa-Zanatlija Osijek - NK Slavonac Tenja 2:3 NK Slavonac Ladimirevci - NK FEŠK Feričanci 2:1 NK Đurđenovac - NK Elektra Hypo Limač Osijek 0:1 NK Borac Kneževi Vinogradi - NK Olimpija Osijek 8:0 HNK Radnički Mece - NK Mladost Čeminac 9:2 NK Jedinstvo Donji Miholjac - NK Mladost Đakovačka Satnica 4:0 HNK Bilje - NK Valpovka Valpovo 1:3 | NK Torpedo Kuševac - HNK Bilje 5:1 NK Slavonac Tenja - NK Tomislav Livana 2:1 NK FEŠK Feričanci - NK Mursa-Zanatlija Osijek 4:1 NK Elektra Hypo Limač Osijek - NK Slavonac Ladimirevci 3:0 NK Olimpija Osijek - NK Đurđenovac 1:1 NK Mladost Čeminac - NK Borac Kneževi Vinogradi 2:8 NK Mladost Đakovačka Satnica - HNK Radnički Mece 4:3 NK Valpovka Valpovo - NK Jedinstvo Donji Miholjac 3:0 |

## Kvalifikacije za Međužupanijsku nogometnu ligu Slavonije i Baranje
NK Slavonac Tenja – NK Dilj Vinkovci 3:0
NK Dilj Vinkovci - NK Slavonac Tenja 3:2
U Međužupanijsku nogometnu ligu Slavonije i Baranje se plasirao NK Slavonac Tenja.